# UFC 246
UFC 246: McGregor vs. Cowboy fue un evento de artes marciales mixtas producido por Ultimate Fighting Championship que tuvo lugar el 18 de enero de 2020 en la T-Mobile Arena en Paradise, Nevada.

## Historia
Un combate de peso wélter entre el excampeón de peso pluma y peso ligero, Conor McGregor y Donald Cerrone fue el combate principal del evento.
Inicialmente la excampeona de peso gallo Holly Holm enfrentaría a Raquel Pennington en UFC 243. Ya se habían encontrado anteriormente en febrero de 2015 en UFC 184, con Holm ganando por decisión dividida. Sin embargo, el 27 de septiembre de 2019 se reveló que Holm abandonó el combate debido a una lesión en los músculos isquiotibiales y el combate fue cancelado. Más tarde fue reprogramado para este evento.
Grant Dawson fue programado para enfrentar a Chas Skelly en el evento. Sin embargo, el 14 de enero Dawson abandonó la pelea.
Cláudia Gadelha enfrentaría a Alexa Grasso en el evento. Sin embargo, el día del pesaje, Grasso pesó 121.5 lbs, 5.5 libras por encima del límite del peso paja (116 lbs). La Comisión Atlética del Estado de Nevada retiró la pelea del evento, porque los peleadores que exceden el corte de peso por más de tres libras no son permitidos competir.

## Premios extra
Los siguientes peleadores recibieron $50,000 en bonos:
- Actuación de la Noche: Conor McGregor, Drew Dober, Diego Ferreira, Brian Kelleher y Aleksi Oleinik